# Wilhelm Hasse
Wilhelm Hasse född 24 november 1894 i Neisse i Oberschlesien, död 21 maj 1945 i fånglägret i Písek omkring 90 km söder om Prag. Tysk militär. Hasse befordrades till generalmajor i februari 1942 och till general i infanteriet i augusti 1944. Han erhöll Riddarkorset av järnkorset med eklöv i januari 1945. 
Hasse var
- operationschef vid generalstaben i armégrupp Nord september 1939 – december 1940
- chef för generalstaben vid 18. armén december 1940 – januari 1942
- chef för generalstaben vid armégrupp Nord januari 1942 – februari 1943
- till överbefälhavarens förfogande februari - november 1943
- befälhavare för 30. infanteridivisionen november 1943 – mars 1944
- befälhavare för II. armékåren mars 1944 – mars 1945
- befälhavare (tf) för 17. armén mars - maj 1945
- befälhavare för XXIV. pansarkåren april - maj 1945

Hasse sårades och var i sovjetisk krigsfångenskap  8 – 21 maj 1945.